# اوسوالدو کاسترو
 اوسوالدو کاسترو (اسپانیایی: Osvaldo Castro‎؛ زادهٔ ۱۷ اکتبر ۱۹۴۸) یک بازیکن فوتبال اهل شیلی است.

## تیم ملی
وی همچنین در تیم ملی فوتبال شیلی بازی کرده است.